# Phintella dhritiae
Espèce
Phintella dhritiae est une espèce d'araignées aranéomorphes de la famille des Salticidae.

## Distribution
Cette espèce est endémique du Karnataka en Inde,. Elle se rencontre dans le district de Shimoga vers Mookambika.

## Description
Le mâle holotype mesure 3,84 mm et la femelle paratype 5,69 mm.

## Systématique et taxinomie
Cette espèce a été décrite par Sudhin, Sen et Caleb en 2023.

## Étymologie
Cette espèce est nommée en l'honneur de Dhriti Banerjee.

## Publication originale
- Sudhin, Sen & Caleb, 2023 : « New species and records in the genus Phintella Strand, 1906 (Araneae: Salticidae: Chrysillini) from India. » Arthropoda Selecta, vol. 32, no 1, p. 80-88.